# Worth (modehuis)

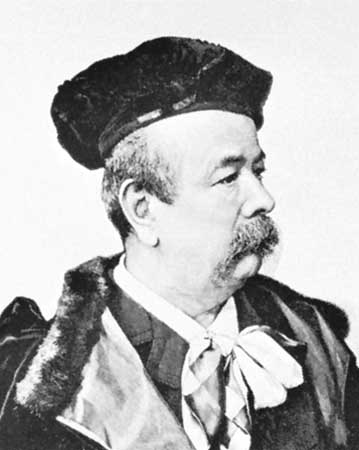
Charles Frederick Worth

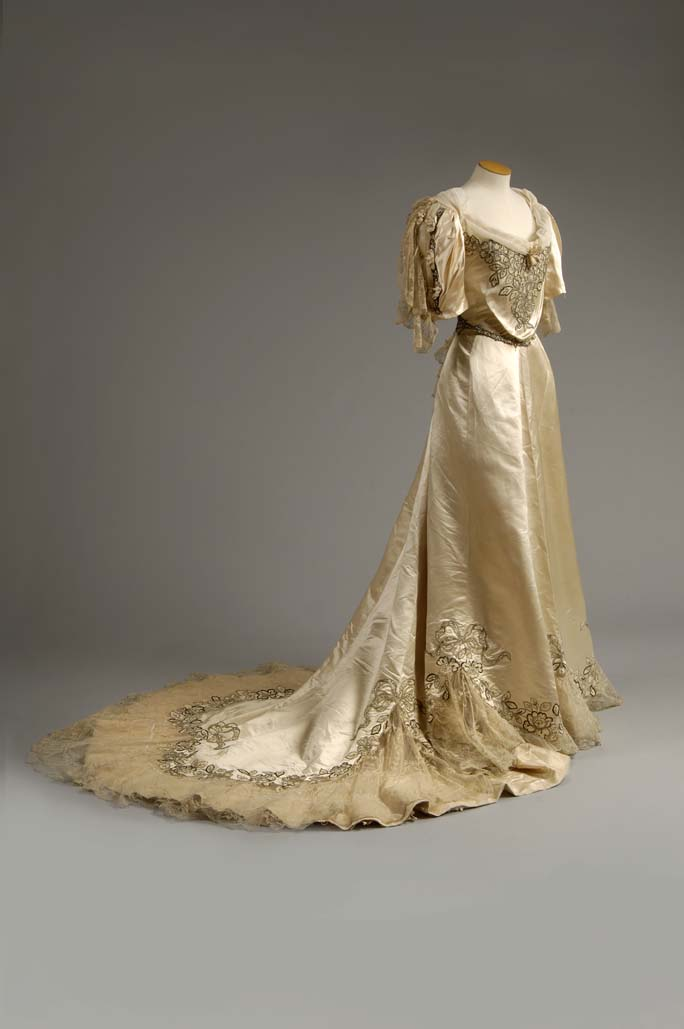
japon van Wörth

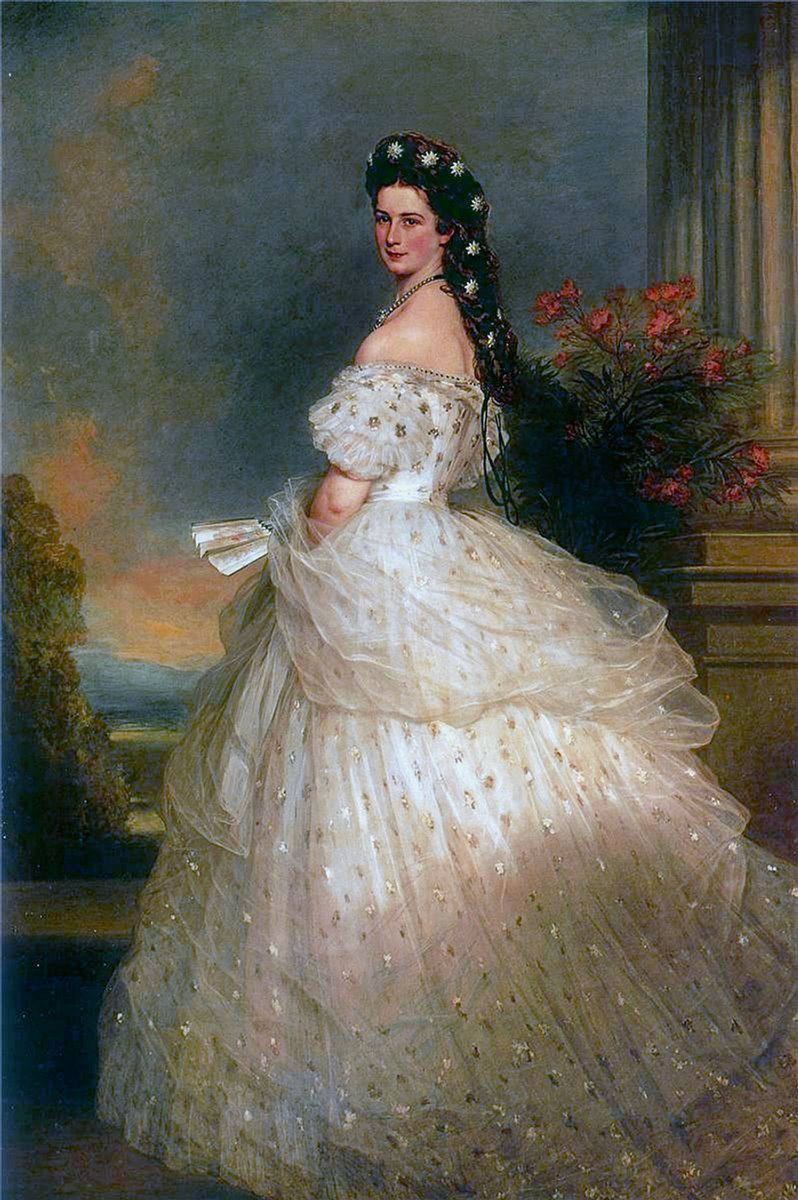
Portret van Elisabeth, Keizerin van Oostenrijk en Koningin van Hongarije in een japon van Wörth door Franz Xaver Winterhalter

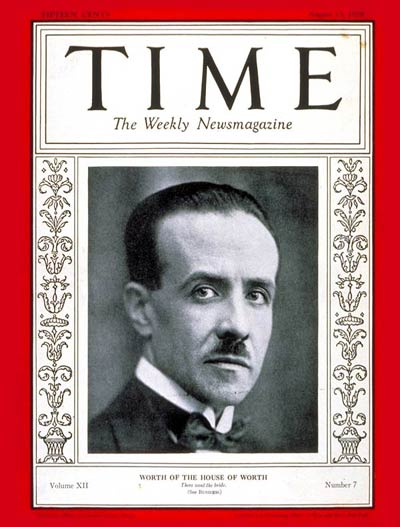
Voorpagina van Time met Jean-Charles Worth

Worth was een ooit beroemd modehuis. Het werd in 1871 opgericht en gevestigd in het Hôtel de Chastenaye aan de Rue du Faubourg-Saint Honoré nr. 120 in Parijs.
Het huis werd gesticht door de Engelsman Charles Frederick Worth (1826-1895). Hij wordt wel de uitvinder van de haute couture genoemd. Worth en zijn compagnon Otto Bobergh maakten in hun vestiging aan de Rue de la Paix de japonnen van de alom om haar elegantie bewonderde keizerin Eugénie van Frankrijk. Vanaf 1871 leidde Worth zijn eigen haute couturehuis. Hij kleedde de Parijse en internationale beau monde. Onder zijn clientèle waren ook de actrices Sarah Bernhardt en Lillie Langtry en de zangeressen Jenny Lind en Nellie Melba.
Hij was de eerste couturier die voor de presentatie van zijn nieuwste modellen levende mannequins gebruikte in plaats van paspoppen. De mannequins lieten de kleding zien en wanneer deze door de cliënte werd besteld, werd de kleding met behulp van een op maat gemaakte paspop aangepast aan haar lichaamsvormen. Worth had als eerste een Engelse kniptechniek met de Franse pracht en praal gecombineerd. Hij ontwierp de gekunstelde crinoline, de cul de Paris, de ballerina mille feuilles en enkele snijtechnieken die tegenwoordig niet meer weg te denken zijn uit de modegeschiedenis. De couturiers in Parijs oriënteerden zich lange tijd allemaal op Worth. Zijn invloed bleef na zijn dood in 1895 merkbaar. Daarmee was hij de eerste echte couturier.
In 1867 werkten 1200 mensen bij Worth. Zij vervaardigden 11000 japonnen per jaar.
De kleding van Worth viel op door de rijke stoffen, geborduurd met ornamenten van metaaldraad, gouddraad, zilverdraad, parels en kralen van al dan niet gekleurd glas en kristal. Voor de broderie werd vaak de à la disposition-techniek toegepast. De modehuizen hadden honderden coupeurs, borduursters en naaisters in dienst. De vrouwelijke werknemers werden onderbetaald; de huizen gingen er in het fin de siècle en nog lang daarna van uit dat de grisettes en modistes zich door heren lieten mainteneren.
Charles Frederick Worth werd opgevolgd door zijn beide zonen Gaston-Lucien Worth (1853–1924) en Jean-Philippe Worth (1856–1926). Gaston nam de zakelijke leiding op zich. Jean-Philippe maakte in 1897 zijn eerste couture en bleef dat doen.
Onder hun klanten bevond zich Koningin Victoria van het Verenigd Koninkrijk, voor wie het woord "Parijs" niet op het door Worth in de japon genaaide label mocht staan, en de Oostenrijkse keizerin Elisabeth (1837-1898). Worth had de Parijse high society en aristocratie als clientèle. Ook in andere landen werden dames door Worth gekleed. Daaronder was ook de door Marcel Proust zo bewonderde Comtesse Élizabeth Greffulhe (geboren Comtesse Marie Anatole Louise Elisabeth de Riquet de Caraman-Chimay).
Gekroonde hoofden uit Noorwegen, Italië, Denemarken, Rusland, Spanje en België droegen de couture van Worth. Onder de klanten waren ook Eleonore Duse, Sarah Bernhardt, Nellie Melba, en Jenny Lind. Het huis liet weten dat de respectabele clientèle dat andere Parijs, de demi-monde met haar cocottes, maîtresses en grandes horizontales niet in de salons van Worth zou ontmoeten.

## De 20e eeuw
Aan het begin van de 20e eeuw was Worth een van de eerste huizen die de trend van het japonisme en oriëntalisme ook in de mode naar voren lieten komen. Het silhouet van de vrouw veranderde in deze mode waarin kleding ruim viel. Het huis Worth had in 1897 behalve in Londen ook filialen in de modieuze vakantieplaatsen Dinard en Biarritz. Later kwem daar ook Cannes bij.
In 1900 werd op de Wereldtentoonstelling in Parijs ook een pavilion de couture ingericht. Daar konden de creaties van Worth op wassen beelden worden bekeken. In 1901 werd het huis als "ançien notable commercant" aangemerkt. Dat was een bijzondere erkenning van de regering van de Derde Republiek die uiteraard geen hofleveranciers kon benoemen.
Gaston-Lucien Worth werd benoemd tot Officier in het Légion d’Honneur. Een poging om de formele, op rijke en vaak oudere dames, gerichte collectie te verjongen door de couturier Paul Poiret als ontwerpenr aan te nemen mislukte. Hij kreeg een contract voor twee jaar, maar zijn eenvoudig vallende en zonder korset gedragen japonnen waren niet de stijl van Worth en werden te "avant-gardistisch bevonden.
Tijdens de Eerste Wereldoorlog bleven de modehuizen gewoon geopend. Na die oorlog veranderde de mode sterk maar Worth bleef
"eenvoudige, practische en conservatieve" kleding verkopen. De collectie viel bij de oude aristocratie meer in de smaak dan bij de nouveau riche.
In 1924 bracht Worth, nu geleid door kleinzoon Jacques Worth voor het eerst een parfum op de markt. Het door Maurice Blanchet gecomponeerde parfum kreeg de naam "Dans La Nuit". De fles werd door de beroemde glaskunstenaar René Lalique ontworpen. De parfums werden toevertrouwd aan een apart bedrijf dat "Les Perfumes Worth" ging heten. Tussen 1924 en 1947 werden 20 parfums op de markt gebracht waarvan het in 1932 geïntroduceerde "Je Reviens" het grootste succes werd.
In 1950 werd het modehuis Worth overgenomen door het modehuis Paquin. In 1952 ging achterkleinzoon Jean-Charles Worth (1881–1962) met pensioen. In 1956 stopte het huis met het maken van couture. De dagen van de grote couturehuizen leken toen geteld. Het uitgebreide archief van het huis berust in het Victoria and Albert Museum in Londen waar 7000 archiefstukken en veel foto's van de creaties van dit modehuis worden bewaard.
Het parfumbedrijf, Les Perfumes Worth, werd door de Société Maurice Blanchet gekocht. In 1992 kocht David Reimer de rechten op de parfums en deze werden in International Classic Brands ondergebracht. Dat bedrijf werd in 1999 gekocht door Lenthéric en maakt nu deel uit van Shaneel Enterprises Ltd.

## Een nieuw modehuis met deze naam
Het huis werd gesloten maar sinds 1999 is er weer een modehuis dat Worth heet en mode, accessoires en parfum verkoopt. Zij kleden de zangeres Lady Gaga.
Het "nieuwe" Worth is een initiatief van de ondernemers Dilesh en Hitesh Mehta. Zij kochten alle rechten op de naam Worth en op het intellectueel eigendom van de parfums en namen Giovanni Bedin aan als voornaamste ontwerper. Hij werkte eerder voor Karl Lagerfeld en Thierry Mugler.
De eerste couture collectie werd ontworpen voor het voorjaar en de zomer van 2010. De gekozen stijl herinnerde aan het oude Worth; een moderne uitvoering van Edwardiaanse korsetten werden versierd met veren en kant en als bovenkleding gedragen. Uit de crinolines die Charles Frederick Worth ooit introduceerde werden ballerina-achtige jurken van tulle. Dergelijke korte rokken werden ook in de daaropvolgende collecties getoond.
In 2011 werd de eerste prêt-à-porter collectie getoond. Deze dure confectie wordt in de VS met het label Courtworth verkocht. In 2014 werden geen herfst- en wintercollecties geshowd.
Het huis lanceerde in 2000 een aan de moderne smaak aangepaste versie van het parfum Dans la Nuit. In 2005 volgde een vergelijkbare versie van Je Reviens. Nieuwe parfums van het huis zijn Je Reviens Couture uit 2004, W Superbe en Joyeause Retour en Courtesan.